# San Xes de Francelos

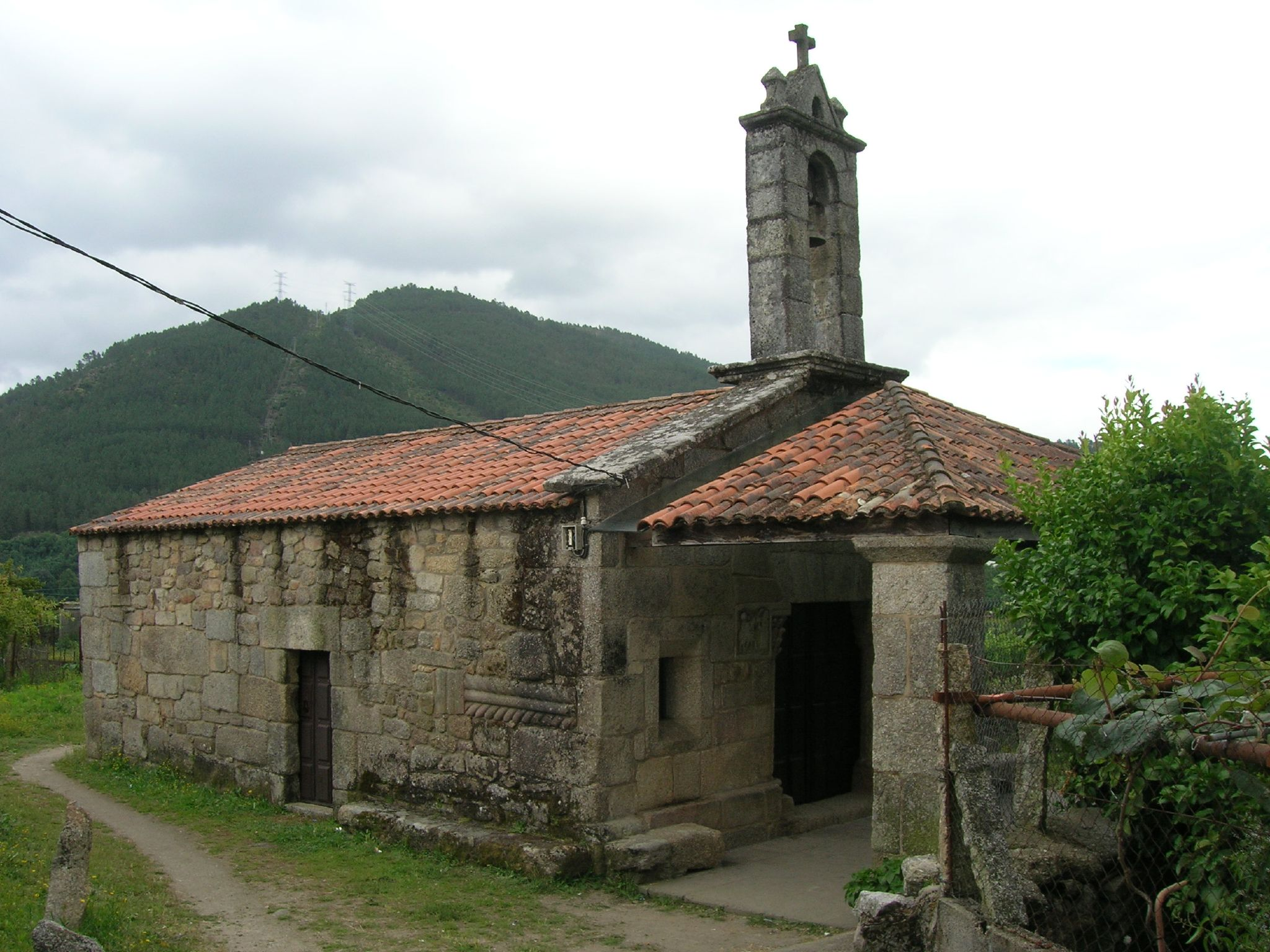
San Xes de Francelos, Gesamtansicht

San Xes de Francelos (galicisch) oder San Ginés de Francelos (kastilisch) ist eine präromanische Kirche, die in das 9./10. Jahrhundert datiert wird. Sie gehört zur Parroquia Francelos der Gemeinde Ribadavia und liegt in der autonomen spanischen Region Galicien nahe beim Fluss Miño, ca. 35 km westlich von Orense. Die Kirche weist Stilelemente der westgotischen, der mozarabischen und der präromanischen Architektur Asturiens auf. 1951 wurde sie zum Bien de Interés Cultural (Kulturgut) erklärt.

## Geschichte

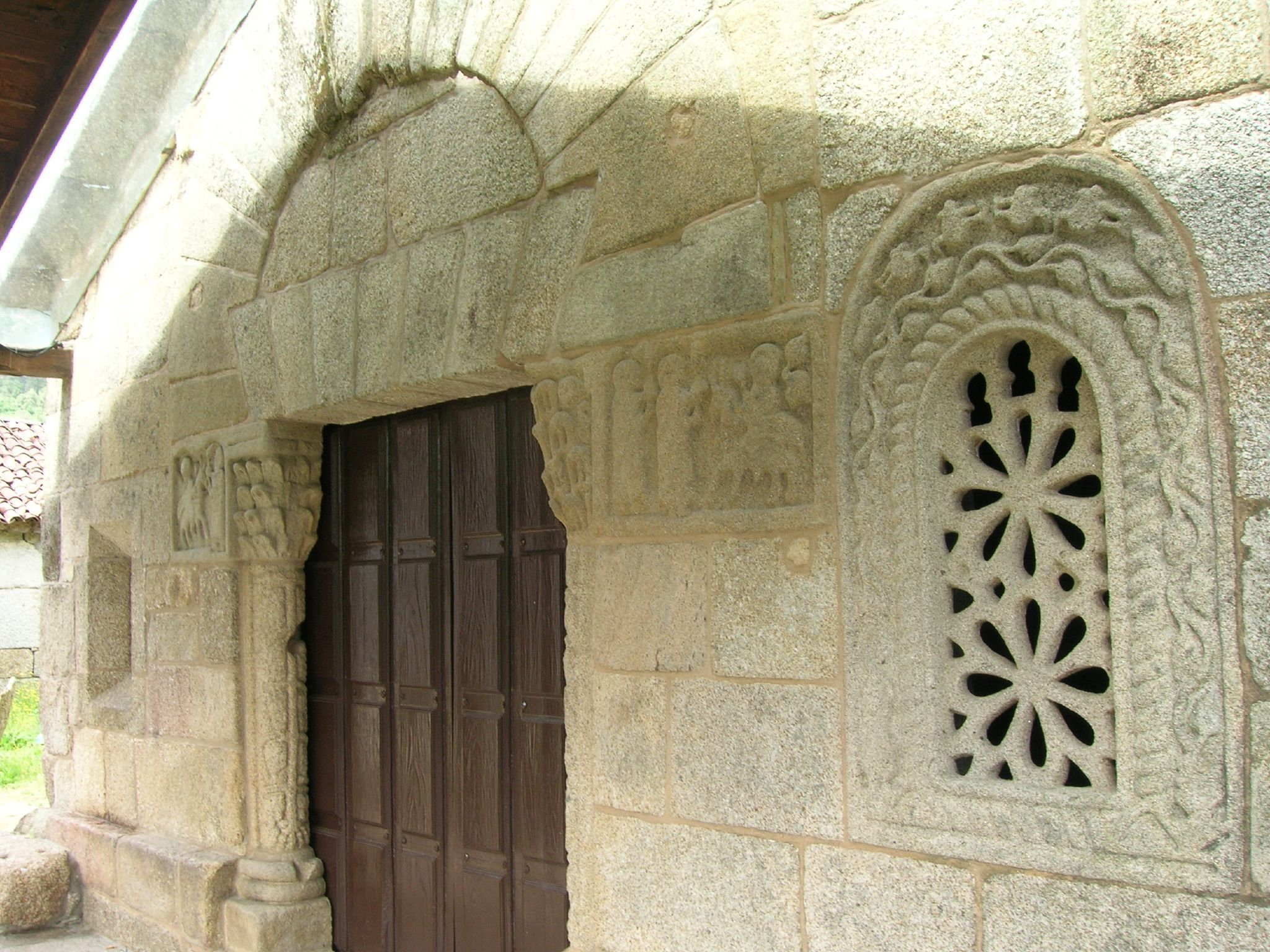
Westfassade

San Xes de Francelos wird in die Regierungszeit des asturischen Königs Alfons III. (866–910) datiert, dem letzten Herrscher des asturischen Königreiches, das damals auch Galicien einschloss. In Dokumenten des Klosters Celanova von 986 und 993 wird der Ort Francelos und ein monasterium Francellos erwähnt. Die Kirche San Xes de Francelos gehörte demnach einst zu einem Kloster. Wie lange dieses bestand, ist nicht belegt. Nach einer Urkunde aus dem Jahr 1156, in der die Kirche als Iglesia de Santa María de Francelis bezeichnet wird, war sie zunächst Maria geweiht. In einer Überlieferung aus dem späten 14. Jahrhundert wird die Kirche ecclesia parrochialis Santa Maria Magdalena Sancte Genesis genannt. Offensichtlich wurde sie zu diesem Zeitpunkt als Pfarrkirche (ecclesia parrochialis) genutzt und war Maria Magdalena und dem heiligen Genesius von Arles geweiht. Der heilige Genesius war ein Märtyrer, dessen Kult seit dem 7. Jahrhundert in Spanien verbreitet war. Nur sein Patrozinium blieb erhalten.

## Architektur
Die Kirche ist einschiffig und aus großen, mit Mörtel verbundenen Granitquadern errichtet. Sie hat einen rechteckigen Grundriss, eine Länge von 8,60 Metern, eine Breite von 5,75 Meter und besitzt eine Holzdecke. In die Fassade sind Friesblöcke mit doppeltem Taubanddekor vermauert. Der hohe Glockengiebel (espadaña) stammt aus späterer Zeit.

### Westfassade

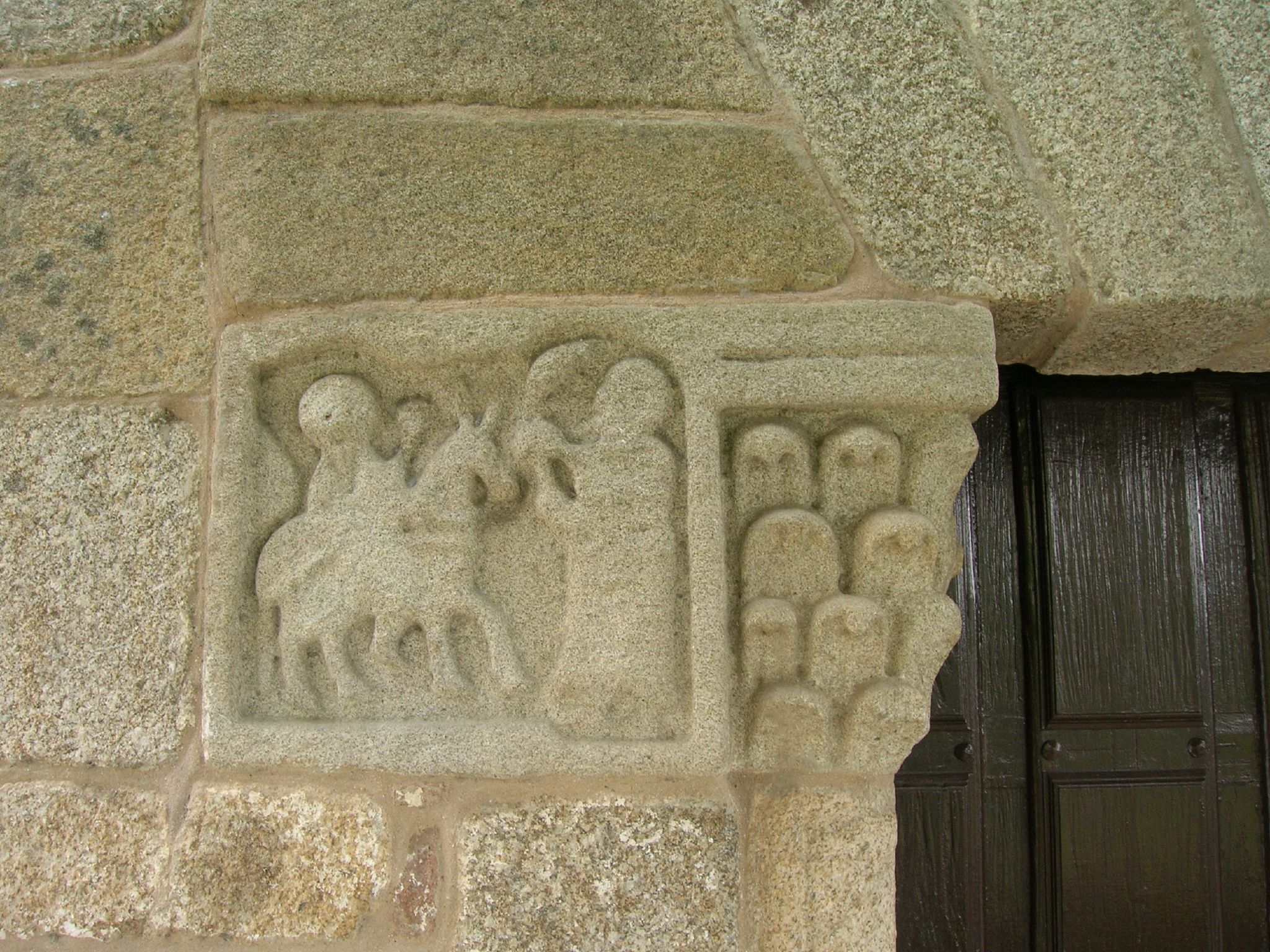
Linkes Kapitell und Relief mit der Darstellung der Flucht der Heiligen Familie nach Ägypten

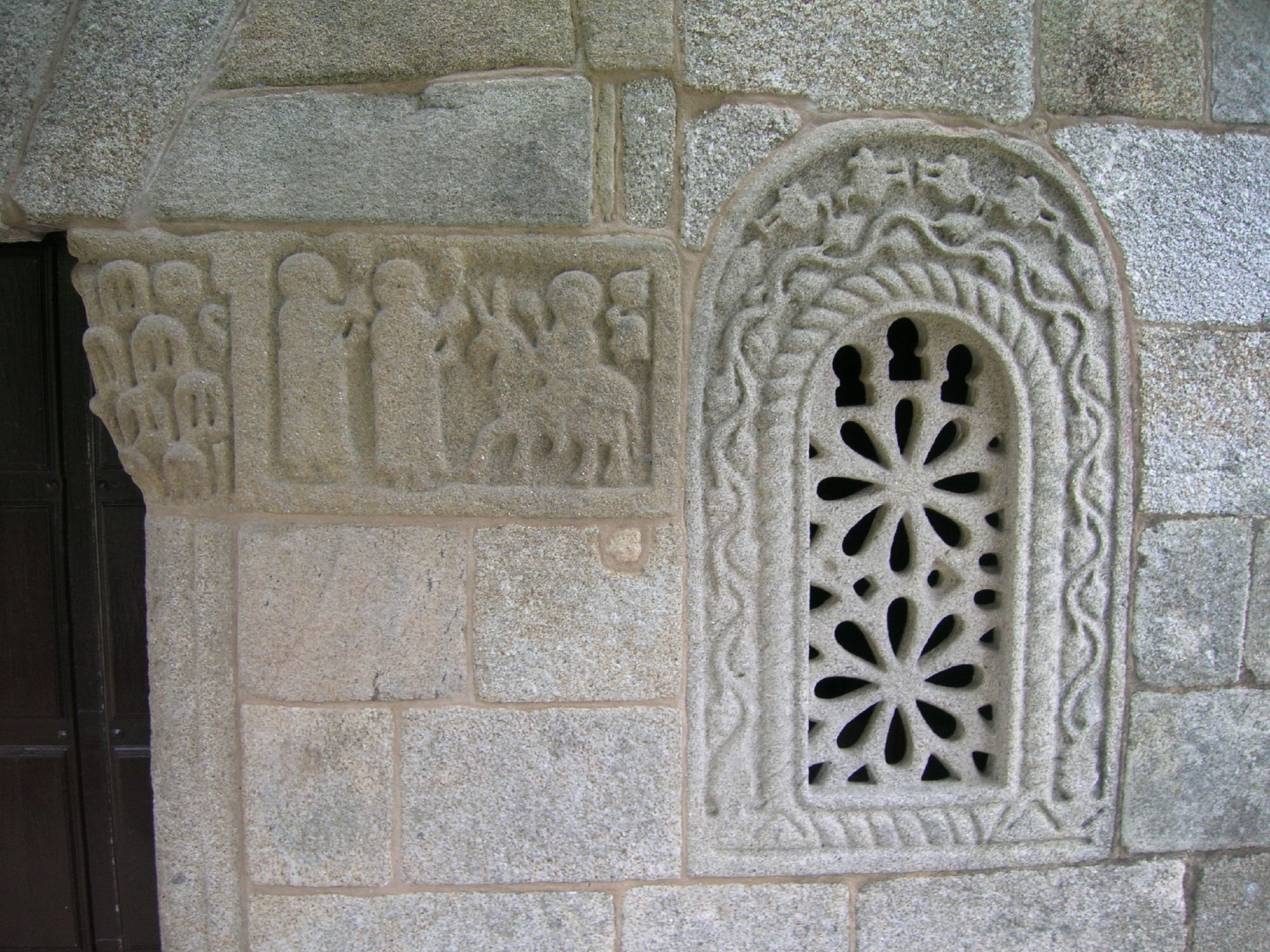
Rechtes Kapitell und Relief mit der Darstellung des Einzugs in Jerusalem, Rundbogenfenster mit Transenna

Den Eingang bildet ein Hufeisenbogen, der auf monolithischen Halbsäulen aufliegt. Auf den Säulenschäften sind symmetrisch verzweigte Weinstöcke mit Trauben dargestellt. Die beiden Kapitelle weisen vier Reihen stilisierter Palmblätter auf. Sie sind Nachahmungen korinthischer Kapitelle, die in ähnlicher Form in den präromanischen Bauten Asturiens wie San Salvador de Priesca oder Santiago de Gobiendes verwendet wurden und auch in San Miguel de Escalada oder Santiago de Peñalba vorkommen. Ob der Hufeisenbogen auf mozarabischen Einfluss zurückgeht oder aus westgotischer Zeit stammt, ist umstritten. Auch andere Bauten der Westgotenzeit wie San Juan de Baños weisen Hufeisenbögen auf. Diese Hufeisenbögen sind weniger stark geschlossen als die mozarabischen. Da sie meist auf beiden Seiten die gleiche Anzahl an Keilsteinen besitzen, haben sie keinen Schlussstein.

### Reliefs
Neben den Kapitellen befindet sich jeweils unter dem ersten Keilstein des Hufeisenbogens ein Granitquader mit einem Relief. Die Szene auf der rechten Seite wird als Einzug Jesu in Jerusalem gedeutet, die Szene auf der linken Seite als die Flucht der Heiligen Familie nach Ägypten.

### Fenster
Auf beiden Seiten des Portals befindet sich ein Fenster. Das linke Fenster ist quadratisch. Das rechte Fenster ist ein Rundbogenfenster und besitzt eine Transenne, die in Form von zwei Rosetten und drei zierlichen, schlüssellochartigen Bögen durchbrochen ist. Die Verwendung einer Fenstertransenne und ihre Gestaltung kann mozarabischem Einfluss zugesprochen werden, wobei auch in den präromanischen Kirchen Asturiens wie in San Miguel de Lillo Transennen eingebaut wurden. Das Fenster ist mit einem Tauband gerahmt und von einer Weinranke mit Trauben umgeben. Darüber sind vier an den Trauben pickende Vögel dargestellt. Diese Motive erinnern an Kirchen der Westgotenzeit wie Santa María de Quintanilla de las Viñas, könnten aber auch auf mozarabischen Einfluss zurückgehen.

## Ausgrabungen
Bei archäologischen Grabungen wurden neun Gräber von Kindern entdeckt, die in Granit gehauen und ohne Abdeckungen waren. Sie enthielten Knochenreste, aber kaum Grabbeigaben.